# GP2X Wiz
GP2X Wizは、韓国のGamePark Holdingsが開発したオープンソースのLinuxベースの携帯型ゲーム機兼メディアプレーヤー。同社のGP2Xの後継機である。

## 概要
2008年8月26日、GameParkはWizと名付けた新たな携帯型ゲーム機をリリースする計画を発表した。この発表と同時に、スペックの詳細を掲載したパンフレットもリリースされた。このパンフレットによれば、毎月新作ゲームをリリースすることになっている。GP2Xでは商用ゲームはあまり発売されず、この点では大きく異なる。しかし、Wizでもオープンソースのシステムであるということが一番の売り文句になっており、自家製のゲームやエミュレータの開発が可能である。
2008年9月2日、GP2X Wizのボタン配置が変更され、右側の十字ボタンが普通の4つのボタンになると報じられた。このデザイン変更により発売が2008年11月に延期となった。
2009年4月の最終週ごろ、GameParkはGP2X Wizの評価機を出荷した。これが出荷前の最終的なハードウェアのリビジョンになると思われた。
GP2X Wizを販売する予定の小売業者は、当初2008年10月8日に出荷する計画だとしていた。2009年5月には小売価格を $179.99（USD）とした。最終的に出荷が開始されたのは2009年5月13日である。
GP2X Wiz 向けに計画されているアクセサリとしては、アクセサリキット（SDカードケース、ストラップ、スペアのスタイラス）、スクリーンプロテクタ、本革ケースがある。

### Myungtendo
2009年2月、韓国大統領の李明博 (Lee Myung-bak) は「韓国でもニンテンドーDSのようなゲーム機を開発する必要がある」と述べた。この発言から、ニンテンドーDSと大統領の名をもじって "Myungtendo MB" というパロディが生まれた。

## ハードウェア
GP2Xに比べるとひと回り小さくなっている。また、内蔵フラッシュメモリが大きく、ゲームをその中に格納できる。OLEDスクリーンは液晶よりも反応が素早く、かつ明るくて視野角も広い。

## 仕様
性能
- CPU: 533MHz ARM9 3Dアクセラレータ
- NANDフラッシュメモリ: 1 GB
- RAM: SDRAM 64 MB
- OS: GNU / LinuxベースのOS
- ストレージ: SDメモリーカード（SDHCサポート）
- PCとの接続: USB 2.0 High Speed
- 電源: 2000mAh リチウムイオンポリマー二次電池内蔵（約7時間プレイ可能）
- ディスプレイ: 320×240 2.8インチ アクティブマトリックス有機EL、タッチスクリーン機能あり
- マイク内蔵
- 外形寸法: 幅 121 mm, 高さ 61 mm, 奥行 18 mm
- 重量: 98 g （バッテリを除く）、136 g （バッテリ込み）
- テレビ出力
- OpenGL ES 1.1 をハードウェアでサポート

ビデオ
- ビデオフォーマット: DivX, Xvid, (MPEG-4)
- オーディオフォーマット: Ogg Vorbis, WAV
- コンテナファイル形式: AVI
- 最大解像度: 640×480
- 最大フレームレート: 毎秒30フレーム
- 最大ビデオレート: 2500kbit / s
- 最大オーディオレート: 384kbit / s

オーディオ
- オーディオフォーマット: MP3, Ogg Vorbis, WAV
- チャンネル数: ステレオ
- 周波数範囲: 20Hz - 20kHz
- 出力: 100mW
- サンプリング解像度 / レート: 16bit / 8–48 kHz

静止画
- JPG, PNG, GIF, BMP をサポート

Flashプレーヤー
ActionScript 2.0 をサポートする Flash Player 8 を内蔵している。このため、インターネット上によくあるFlashゲームをプレイすることができる。

## ソフトウェア
GP2X WizはNANDフラッシュメモリ上に以下のゲームをプリインストールして出荷されている。
Flashゲーム
IQ Jump
以下の5つの脳トレ風ゲームのコレクション
- Look for the same pictures
- Look for the missing number
- Addition and Minus
- Look for the coin in the saving pocket
- Crisis Ladder

内蔵ゲーム
- Animatch by Ruckage
- Square Tower Defence
- Wiztern by Chemaris
- Myriad by WarmFluffyUK
- Tail Tale by Rerofumi
- Boomshine2x by PeterR
- Space Varments by Ruckage

当初、Snake on Dopeというゲームも内蔵していたが削除された。